# John Carlos

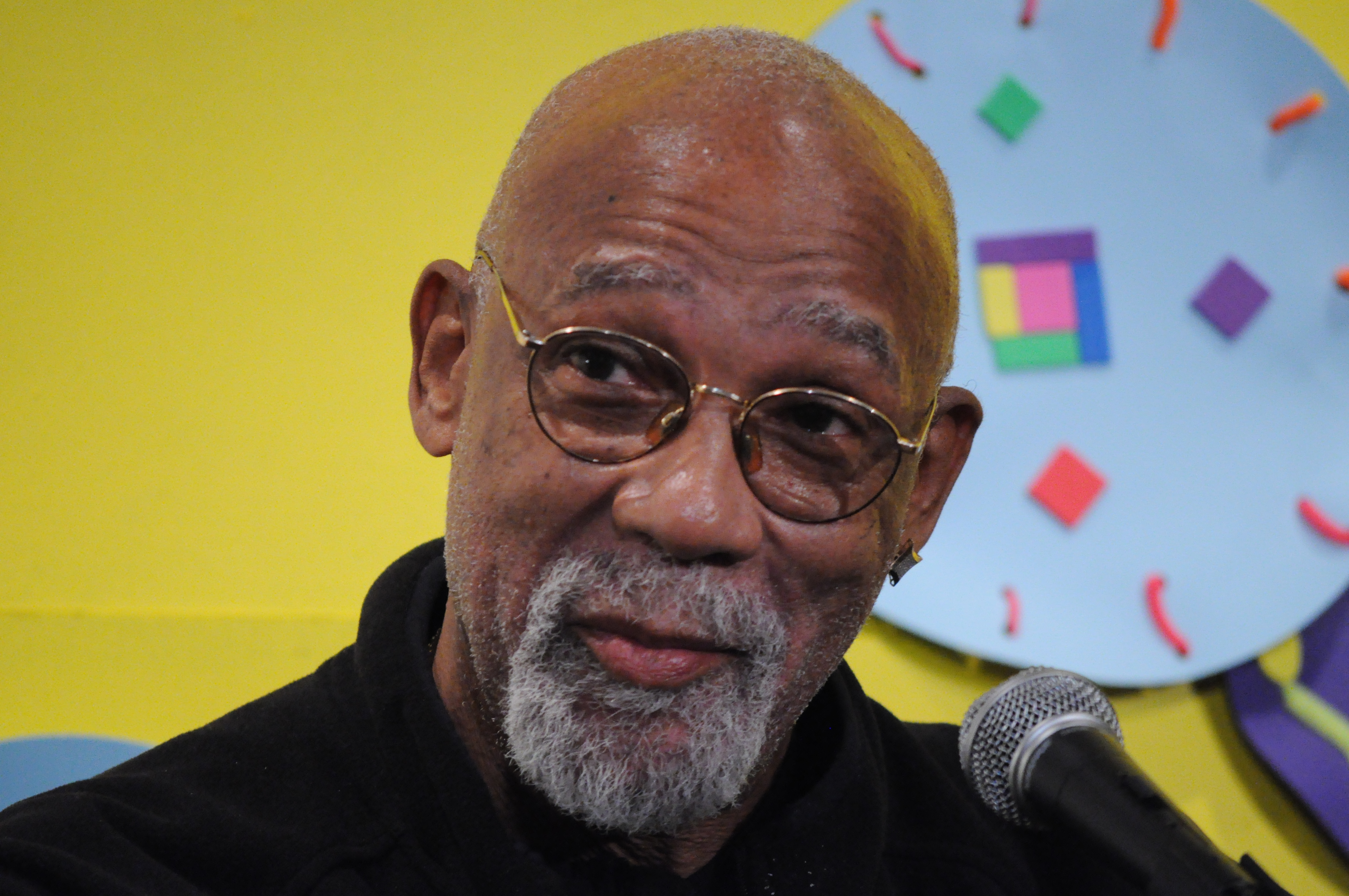
John Carlos, 2011

John Carlos (* 5. Juni 1945 in Harlem, New York City) ist ein ehemaliger US-amerikanischer Leichtathlet und Olympiateilnehmer.
Bei den XIX. Olympischen Spielen 1968 in Mexiko-Stadt gewann er am 16. Oktober 1968 die Bronzemedaille im 200-Meter-Lauf hinter seinem Landsmann Tommie Smith und dem Australier Peter Norman. Bei der anschließenden Siegerehrung erhoben die beiden US-Amerikaner ihre schwarzbehandschuhten Fäuste, das damalige Symbol der afroamerikanischen Bürgerrechtsbewegung Black Power, die sich gegen die Diskriminierung der afroamerikanischen Bevölkerung richtete. Auch Norman, ein erklärter Gegner der White Australia Policy, trug eine Solidaritätsplakette des Olympic Project for Human Rights (OPHR). Als Reaktion auf diesen Protest forderte das IOK noch am selben Tag den Ausschluss von Smith und Carlos aus dem US-Team, beide hätten das olympische Dorf zudem unverzüglich zu verlassen. Nachdem das vom Olympische Komitee der USA diese Sanktionen zunächst verweigert hatte, kam es der Forderung schließlich nach, da das IOK mit dem Ausschluss der gesamten amerikanische Delegation drohte. Entgegen einer weit verbreiteten Annahme mussten beide Athleten ihre zuvor gewonnenen Medaillen jedoch nicht zurückgeben.
Seine Bestzeit von 19,92 s (bei der Olympiaausscheidung 1968) wurde nie anerkannt, weil sie mit sogenannten Bürstenschuhen erzielt wurde. 1969 war sportlich sein erfolgreichstes Jahr. Er stellte mit 9,1 s einen neuen Weltrekord über 100 Yards auf, gewann die 220 Yards bei den AAU-Meisterschaften und gewann die NCAA-Meisterschaften mit Siegen über die 100 und 220 Yards sowie als Mitglied der 4-mal-110-Yards-Staffel. Ebenfalls Gold holte er bei den Panamerikanischen Spielen 1967 in Winnipeg, Kanada im 200-Meter-Lauf und stellte bei den Hallenmeisterschaften einen neuen Weltrekord über 60 und 220 Yards auf. In seiner weiteren Sportlerkarriere wurde er professioneller Footballspieler bei den Philadelphia Eagles in der NFL, wo jedoch sein Einjahresvertrag aufgrund einer Knieverletzung nicht verlängert wurde. Anschließend spielte er in der Canadian Football League für die Montreal Alouettes und die Toronto Argonauts.
Nachdem er sich vom Football getrennt hatte, arbeitete er für den Sportartikelhersteller Puma, für das Nationale Olympische Komitee der USA sowie für die Stadt Los Angeles. Es hatte lange gedauert, ehe die amerikanische Öffentlichkeit Frieden mit ihm geschlossen hatte. 1985 wurde er schulischer Berater in Leichtathletik-Fragen und -Trainer an der Highschool in Palm Springs, Kalifornien. 2003 wurde Carlos in die nationale Leichtathletik Hall of Fame aufgenommen. So konnte aus einem Anti-Helden durch die veränderten Umstände ein Held werden.
Am 3. Oktober 2006 starb der australische Sprinter Peter Norman im Alter von 64 Jahren. Smith und Carlos gehörten zu seinen Sargträgern.
Im September 2016 wies Barack Obama anlässlich einer Ehrung der Olympioniken und Paralympioniken des Team USA 2016 im White House darauf hin, dass Smith und Carlos im Publikum seien, und nannte sie „legendär“.

“We’re honored to have here the legendary Tommie Smith and John Carlos here today. … Their powerful silent protest in the 1968 games was controversial, but it woke folks up and created greater opportunity for those that followed.”

„Wir sind geehrt, heute die legendären Tommie Smith und John Carlos hier zu haben. … Ihr kraftvoller stiller Protest bei den Spielen von 1968 war umstritten, aber er weckte die Leute auf und schaffte größere Möglichkeiten für diejenigen, die folgten.“